# Lego Speed Racer
Lego Speed Racer er en produktlinje produceret af den danske legetøjskoncern LEGO, der blev produceret i 2008, der er baseret på filmen fra 2018, der igen er baseret på animationsserien Speed Racer. Det er et undertema til Lego Racers, og der blev udgivet fire sæt i serien.

## Sæt
| Nummer | Navn                      |
| ------ | ------------------------- |
| 8158   | Speed Racer & Snake Oiler |
| 8159   | Racer X & Taejo Togokahn  |
| 8160   | Cruncher Block & Racer X  |
| 8161   | Grand Prix Race           |